# Técső-patak
A Técső-patak (más néven Nagy-Técső-patak ukránul: Тячівець [Tyacsivec]) patak Kárpátalján, a Tisza jobb oldali mellékvize. Hossza 29 km, vízgyűjtő területe 86,5 km². Esése 17 ‰.
Kerekhegy felett ered. Técsőnél ömlik a Tiszába.

## Települések a folyó mentén
- Kerekhegy (Округла)
- Lázi (Лази)
- Técső (Тячів)